# Fiodor Goriaczew
Fiodor Stiepanowicz Goriaczew (ros. Фёдор Степанович Горячев, ur. 11 września?/24 września 1905 we wsi Polibino w guberni symbirskiej, obecnie w rejonie porieckim w Czuwaszji, zm. 9 listopada 1996 w Moskwie) – radziecki działacz partyjny i państwowy, Bohater Pracy Socjalistycznej (1972).

## Życiorys
Od 1924 działacz Komsomołu, sekretarz komitetu wiejskiego Komsomołu, od 1926 kierownik wydziału propagandy i agitacji powiatowego komitetu Komsomołu w rejonie ałatyrskim, od 1928 nauczyciel i dyrektor szkoły kolejowej w Ałatyrze. W 1934 ukończył Moskiewski Instytut Górniczy, po czym został skierowany do pracy partyjnej w Baszkirskiej ASRR. W latach 1934–1936 sekretarz rejonowego komitetu Komsomołu w Baszkirskiej ASRR, a 1936-1937 przewodniczący iglińskiego rejonowego komitetu wykonawczego. W latach 1937–1938 I sekretarz iglińskiego rejonowego komitetu WKP(b). Później I sekretarz WKP(b) rejonu alszejewskiego i kierownik wydziału gospodarki rolnej Baszkirskiego Obwodowego Komitetu WKP(b). Od 1939 był trzecim, a od 1940 do 1943 II sekretarzem Penzeńskiego Komitetu Obwodowego WKP(b). W latach 1945–1951 II sekretarz, a od grudnia 1951 do grudnia 1955 I sekretarz Komitetu Obwodowego WKP(b)/KPZR w Tiumeni. Od grudnia 1955 do stycznia 1959 I sekretarz Komitetu Obwodowego KPZR w Kalininie (obecnie Twer). Od 17 stycznia 1959 do 19 grudnia 1978 I sekretarz Komitetu Obwodowego KPZR w Nowosybirsku (z przerwą od 14 stycznia 1963 do 22 grudnia 1964). W latach 1952–1981 członek KC KPZR, delegat na XIX, XX, XXI, XXII, XXIII, XXIV i XV Zjazdy KPZR. Deputowany do Rady Najwyższej ZSRR od 4 do 9 kadencji i do Rady Najwyższej Rosyjskiej FSRR 2 i 3 kadencji.

## Odznaczenia
- Medal Sierp i Młot Bohatera Pracy Socjalistycznej (1 grudnia 1972)
- Order Lenina (czterokrotnie)
- Order Rewolucji Październikowej
- Order Czerwonego Sztandaru Pracy
- Order Przyjaźni Narodów

I medale.